# Crotalaria mendoncae
Crotalaria mendoncae är en ärtväxtart som beskrevs av Antonio Rocha da Torre. Crotalaria mendoncae ingår i släktet sunnhampor, och familjen ärtväxter. Inga underarter finns listade i Catalogue of Life.